# Liga dos Campeões da CAF de 1993
Foi a 29ª edição da competição anual mais importante de clubes realizada na região da CAF (África). O Zamalek, do Egito, venceu a final e tornou-se pela terceira vez campeão da África. Os clubes de futebol da África do Sul começaram a participar das competições da CAF em 1993, após 16 anos de serem banidos pela FIFA devido ao sistema do apartheid. A proibição estendeu-se de 1976 a 1992.

## Clubes classificadas
| Pais                           | Equipe                                |
| ------------------------------ | ------------------------------------- |
| África do Sul                  | - Kaizer Chiefs                       |
| Angola                         | - CD Primeiro de Agosto               |
| Argélia                        | - MC Oran                             |
| Benim                          | - Buffles du Borgou FC                |
| Botswana                       | - Lobatse CS Gunners                  |
| Burquina Fasso                 | - Étoile Filante                      |
| Burundi                        | - Vital'O FC                          |
| Camarões                       | - Racing Bafoussam                    |
| Chade                          | - Elect-Sport FC                      |
| Costa do Marfim                | - ASEC Mimosas                        |
| Cabo Verde                     | - CS Mindelense                       |
| Egito                          | - Zamalek                             |
| Etiópia                        | - Saint-George SA                     |
| Gabão                          | - AS Sogara                           |
| Gana                           | - Asante Kotoko                       |
| Guiné                          | - Horoya AC                           |
| Guiné-Bissau                   | - Sporting de Bissau                  |
| Guiné Equatorial               | - Akonangui FC                        |
| Libéria                        | - LPRC Oilers                         |
| Lesoto                         | - Matlama FC                          |
| Ilhas Maurícias                | - Sunrise Flacq United                |
| Malawi                         | - Big Bullets                         |
| Marrocos                       | - Kawkab Marrakech - Wydad Casablanca |
| Mali                           | - Djoliba AC                          |
| Madagáscar                     | - AS Sotema                           |
| Mauritânia                     | - ASC Sonader                         |
| Moçambique                     | - CD Costa do Sol                     |
| Nigéria                        | - Stationery Stores                   |
| Namíbia                        | - Ramblers FC                         |
| Níger                          | - Sahel SC                            |
| Ruanda                         | - SC Kiyovu Sport                     |
| República Democrática do Congo | - US Bilombe                          |
| República do Congo             | - Étoile du Congo                     |
| República Centro-Africana      | - TP USCA Bangui                      |
| Quênia                         | - AFC Leopards                        |
| Senegal                        | - ASEC Ndiambour                      |
| Essuatíni                      | - Mbabane Highlanders                 |
| Sudão                          | - Hilal Alsahil SC                    |
| Tanzânia                       | - Malindi FC                          |
| Tunísia                        | - Club Africain                       |
| Togo                           | - Étoile Filante                      |
| Uganda                         | - Villa SC                            |
| Zâmbia                         | - Nkana FC                            |
| Zimbabwe                       | - Black Aces                          |

## Rodada preliminar
| Equipe 1            | Total | Equipe 2       | 1.º jogo | 2.º jogo |
| ------------------- | ----- | -------------- | -------- | -------- |
| Costa do Sol        | 2–1   | Ramblers FC    | 2–1      | 0–0      |
| Akonangui           | 1–4   | USCA Bangui    | 1–2      | 0–2      |
| Djoliba             | 2–1   | ASC Sonader    | 1–0      | 1–1      |
| ASEC Ndiambour      | 3–2   | Mindelense     | 1–1      | 2–1      |
| Sahel               | 4–0   | Elect-Sport FC | 2–0      | 2–0      |
| Saint George        | 1–2   | Malindi FC     | 1–1      | 0–1      |
| Extension Gunners   | 0–6   | Kaizer Chiefs  | 0–1      | 0–5      |
| Matlama             | 3–4   | Sunrise        | 2–1      | 1–3      |
| Mbabane Highlanders | 0–3   | Sotema         | 0–1      | 0–2      |
| Kiyovu Sports       | w/o   | Big Bullets    | 1        |          |
| LPRC Oilers         | w/o   | Étoile Filante | 2        |          |
| 1° de Agosto        | w/o   | Buffles        | 3        |          |
| Sporting            | w/o   | Étoile Filante | 4        |          |

1 Big Bullets saiu. 

2 Étoile Filante saiu. 

3 Buffles du Borgou FC saiu. 

4 Sporting saiu.

## Primeira-Rodada
| Equipe 1         | Total     | Equipe 2          | 1.º jogo | 2.º jogo |
| ---------------- | --------- | ----------------- | -------- | -------- |
| Sotema           | w/o       | Black Aces        | 1        |          |
| Léopards         | 1–2       | Nkana             | 1–1      | 0–1      |
| Sogara           | 2–0       | Étoile du Congo   | 2–0      | 0–0      |
| Costa do Sol     | w/o       | US Bilombe        | 2        |          |
| Djoliba          | 1–3       | Mimosas           | 1–1      | 0–2      |
| Étoile Filante   | 1–2       | MC Oran           | 1–0      | 0–2      |
| Kawkab Marrakech | 5–1       | Horoya            | 5–0      | 0–1      |
| Kiyovu Sports    | 3–9       | Kaizer Chiefs     | 2–5      | 1–4      |
| LPRC Oilers      | W/O3      | Africain          | 3        | 3        |
| Malindi FC       | 0–5       | Zamalek           | 0–1      | 0–4      |
| Villa            | 2–2 (g.f) | Vital'O           | 1–0      | 1–2      |
| ASEC Ndiambour   | 3–4       | Wydad             | 2–1      | 1–3      |
| 1° de Agosto     | 2–4       | Racing            | 2–2      | 0–2      |
| Sahel            | 0–2       | Asante Kotoko     | 0–0      | 0–2      |
| Sunrise          | 3–0       | Hilal Alsahil SC  | 2–0      | 1–0      |
| TP USCA Bangui   | 3–5       | Stationery Stores | 1–3      | 2–2      |

1 Black Aces saiu. 

2 US Bilombe saiu. 

3 LPRC Oilers foram expulsos da competição e multados em US $ 3.000, após os funcionários da imigração liberiana terem impedido a equipe do Club Africain entrada no país.

## Oitavas-Finais
| Equipe 1      | Total     | Equipe 2          | 1.º jogo | 2.º jogo |
| ------------- | --------- | ----------------- | -------- | -------- |
| Sotema        | 2–8       | Villa             | 0–2      | 2–6      |
| Sogara        | 3–2       | Africain          | 1–0      | 2–2      |
| Mimosas       | 3–1       | Costa do Sol      | 2–0      | 1–1      |
| Asante Kotoko | 3–1       | Kawkab Marrakech  | 3–0      | 0–1      |
| Kaizer Chiefs | 2–2 (g.f) | Zamalek           | 2–1      | 0–1      |
| Nkana         | 1–1 (g.f) | Sunrise           | 0–0      | 1–1      |
| Racing        | 1–2       | MC Oran           | 1–0      | 0–2      |
| Wydad         | 4–5       | Stationery Stores | 3–1      | 1–4      |

## Quartas-finais
| Equipe 1 | Total    | Equipe 2          | 1.º jogo | 2.º jogo |
| -------- | -------- | ----------------- | -------- | -------- |
| Sogara   | 3–3(g.f) | Stationery Stores | 3–2      | 0–1      |
| Villa    | 1-1      | Mimosas           | 1–1      | W/O1     |
| Nkana    | 1–3      | Asante Kotoko     | 1–0      | 0–3      |
| Zamalek  | 5–1      | MC Oran           | 4–0      | 1–1      |

1 Villa SC saiu na manhã do 2ª jogo; Eles foram banidos das competições da CAF por dois anos.

## Semi-finais
| Equipe 1 | Total    | Equipe 2          | 1.º jogo | 2.º jogo |
| -------- | -------- | ----------------- | -------- | -------- |
| Mimosas  | 3–3(g.f) | Asante Kotoko     | 3–1      | 0–2      |
| Zamalek  | 3–2      | Stationery Stores | 3–1      | 0–1      |

## Final
| Equipe 1      | Total        | Equipe 2 | 1.º jogo | 2.º jogo |
| ------------- | ------------ | -------- | -------- | -------- |
| Asante Kotoko | 0–0(6–7pen.) | Zamalek  | 0–0      | 0–0      |

## Campeão
| Liga dos Campeões da CAF 1993 campeão |
| ------------------------------------- |
| Egito                                 |
| Zamalek Terceiro Titúlo               |